# Antiblemma concinnula
Antiblemma concinnula är en fjärilsart som beskrevs av Walker 1865. Antiblemma concinnula ingår i släktet Antiblemma och familjen nattflyn. Inga underarter finns listade i Catalogue of Life.